# The Time We Were Not in Love
The Time We Were Not in Love (hangul: 너를 사랑한 시간; rr: Neoreul Saranghan Sigan) é uma telenovela sul-coreana exibida pela SBS entre 27 de junho e 16 de agosto de 2015, com um total de dezesseis episódios. É estrelada por Ha Ji-won e Lee Jin-wook. Seu enredo em que um homem e uma mulher amigos há vinte anos, completam 34 anos e fazem um pacto para cada um se casar antes dos 35,
é uma adaptação do premiado drama taiwanês In Time with You de 2011.

## Enredo
Oh Ha-na (Ha Ji-won) e Choi Won (Lee Jin-wook) ambos tem 34 anos e têm sido melhores amigos desde o ensino médio. Nos últimos dezessete anos, eles estiveram presentes em todos os marcos da vida um do outro; mas, por falta de tempo, nunca se desenvolveu um romance entre eles.

## Elenco

### Elenco principal
- Ha Ji-won como Oh Ha-na
- Lee Jin-wook como Choi Won
- Yoon Kyun-sang como Cha Seo-hoo
- Choo Soo-hyun como Lee So-eun

### Elenco de apoio
- Shin Jung-geun como Oh Jung-geun
- Seo Ju-hee como Kim Soo-mi
- Lee Joo-seung como Oh Dae-bok
- Jin Kyung como Choi Mi-hyang
- Kang Rae-yeon como Kang Na-young
- Choi Dae-chul
- Jang Hee-soo como mãe de Choi Won
- Choi Jung-won como Joo Ho-joon
- Woo Hyun como Byun Woo-sik
- Lee Dong-jin como Song Min-gook
- Jang Sung-won como Bong Woo-jin
- Seo Dong-gun como Jang Dong-gun
- Hong In-young como Hwang Bit-na
- Go Won-hee como Yoon Min-ji
- Woohee como Hong Eun-jung

### Aparições e participações especiais
- Jo Young-gu como gerente da empresa de calçados (episódio 1)
- Hong Seok-cheon como passageiro do avião (episódio 1)
- Park Joon-myun
- Kim Myung-soo como Ki Sung-jae (episódios 2–4)[9][10]
- Choo Sung-hoon (episódio 2)
- Yoon Sang-hyun (episódio 2)
- On Joo-wan (episódio 2)
- Shin Eun-kyung como Gu Yeon-jung (episódio 3)
- Jang Su-won
- Park Jong-hoon como professor

## Recepção
Na tabela abaixo, os números azuis representam as audiências mais baixas e os números vermelhos representam as audiências mais elevadas.
| Episódio | Data de transmissão  | Audiência média | Audiência média              | Audiência média | Audiência média              |
| Episódio | Data de transmissão  | TNmS            | TNmS                         | AGB Nielsen     | AGB Nielsen                  |
| Episódio | Data de transmissão  | Em todo o país  | Região Metropolitana de Seul | Em todo o país  | Região Metropolitana de Seul |
| -------- | -------------------- | --------------- | ---------------------------- | --------------- | ---------------------------- |
| 1        | 27 de junho de 2015  | 6.5%            | 8.6%                         | 6.7%            | 7.6%                         |
| 2        | 28 de junho de 2015  | 6.1%            | 7.3%                         | 6.6%            | 7.2%                         |
| 3        | 4 de julho de 2015   | 6.2℅            | 7.4%                         | 6.7%            | 7.3%                         |
| 4        | 5 de julho de 2015   | 5.8%            | 7.0%                         | 7.1%            | 7.9%                         |
| 5        | 11 de julho de 2015  | 7.3%            | 9.4%                         | 7.1%            | 7.5%                         |
| 6        | 12 de julho de 2015  | 5.8%            | 7.6%                         | 7.0%            | 7.6%                         |
| 7        | 18 de julho de 2015  | 6.8%            | 8.9%                         | 5.4%            | 6.2%                         |
| 8        | 19 de julho de 2015  | 6.1%            | 7.9%                         | 6.2%            | 7.4%                         |
| 9        | 25 de julho de 2015  | 6.2%            | 7.8%                         | 6.6%            | 6.9%                         |
| 10       | 26 de julho de 2015  | 5.3%            | 7.2%                         | 5.5%            | 6.4%                         |
| 11       | 1 de agosto de 2015  | 5.9℅            | 7.1℅                         | 5.9%            | 6.4%                         |
| 12       | 2 de agosto de 2015  | 5.0%            | 7.2%                         | 4.7%            | 6.6%                         |
| 13       | 8 de agosto de 2015  | 5.6%            | 6.5%                         | 5.7%            | 6.4%                         |
| 14       | 9 de agosto de 2015  | 5.6%            | 7.3%                         | 6.1%            | 6.6%                         |
| 15       | 15 de agosto de 2015 | 5.0%            | 6.7%                         | 6.2%            | 6.9%                         |
| 16       | 16 de agosto de 2015 | 5.6%            | 7.1%                         | 6.4%            | 6.7%                         |
| Média    | Média                | 5.9%            | 7.5%                         | 6.2%            | 6.9%                         |

## Trilha sonora
1. "우리가 사랑한 시간" (The Time I've Loved You) - Cho Kyu-hyun (Super Junior) - 3:56
2. "내 사랑의 노래" (My Love Song) - Rooftop Moonlight - 3:21
3. "너를 사랑한 시간" - Jung Seung Hwan	- 4:28
4. "마음이 가네" (Heart-stirring) - Every Single Day - 3:16
5. "왜 이럴까" (Why Am I Like This) - Bae Suzy (Miss A) - 3:38

## Transmissão internacional
- A série foi exibida nas Filipinas, em 24 de julho de 2018, através do bloco da tarde da ABS-CBN, substituindo Go Back Couple e sob o título de My Time with You. Uma reprise foi ao ar pelo canal Asianovela, em 5 de novembro de 2018.

## Prêmios e indicações
| Ano  | Prêmio           | Categoria                                  | Beneficiário             | Resultado |
| ---- | ---------------- | ------------------------------------------ | ------------------------ | --------- |
| 2015 | SBS Drama Awards | Prêmio de Nova Estrela                     | Yoon Kyun-sang           | Venceu    |
| 2015 | SBS Drama Awards | Prêmio de Melhor Casal                     | Lee Jin-wook & Ha Ji-won | Indicado  |
| 2015 | SBS Drama Awards | Prêmio de Popularidade do Internauta       | Ha Ji-won                | Indicado  |
| 2015 | SBS Drama Awards | Prêmio de Popularidade do Internauta       | Lee Jin-wook             | Indicado  |
| 2015 | SBS Drama Awards | Prêmio Top Excelência, Ator em Minissérie  | Lee Jin-wook             | Indicado  |
| 2015 | SBS Drama Awards | Prêmio Top Excelência, Atriz em Minissérie | Ha Ji-won                | Indicado  |